# Vedika

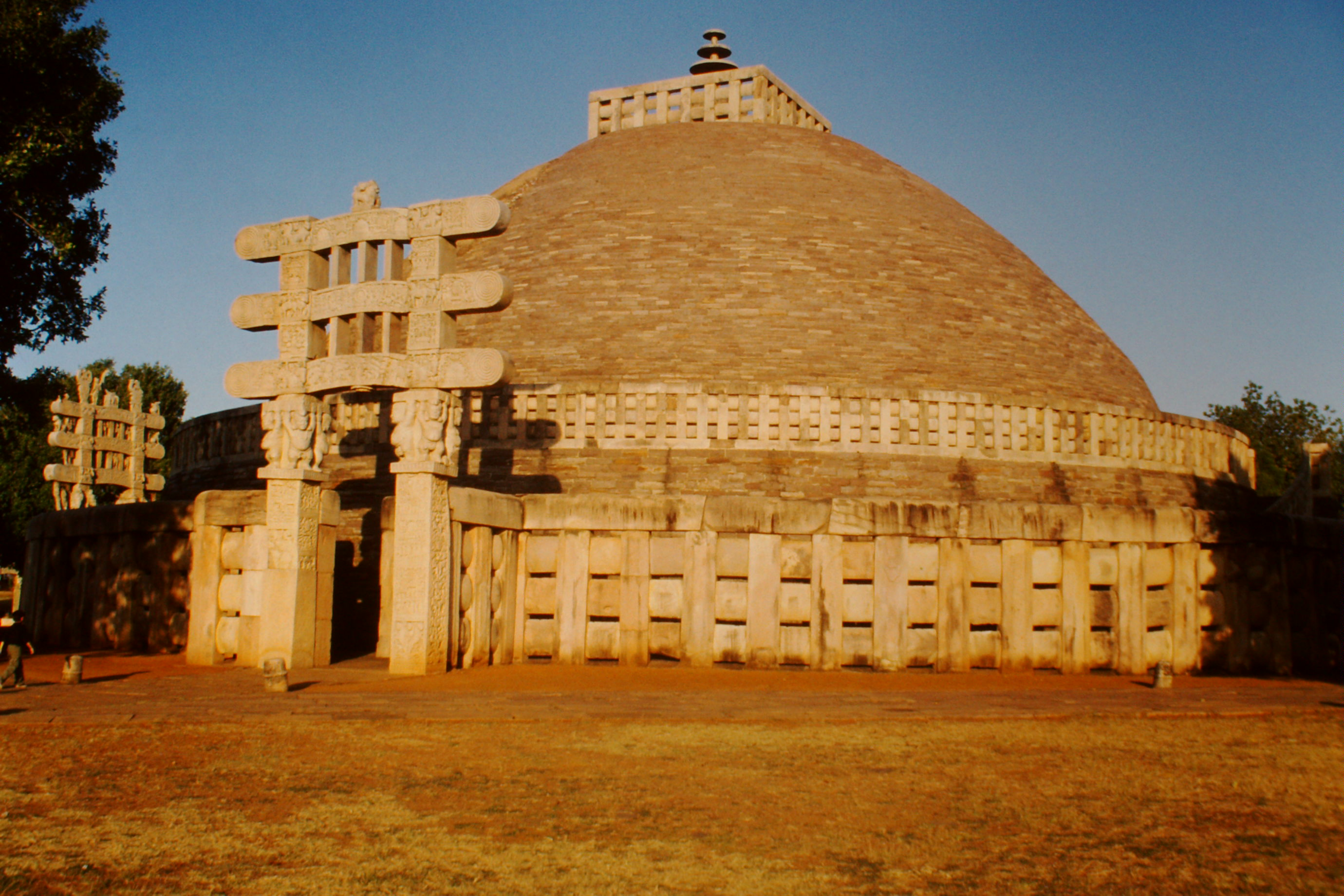
Sanchi – Stupa Nr. 1 mit vedika, toranas, harmika und chhatras

Vedika ist ein Schutzzaun aus behauenen und polierten Steinen, der einen buddhistischen Stupa umgibt und symbolisch die innere sakrale von der umgebenden weltlichen Sphäre trennt.

## Formen
In altindischer Zeit war eine vedika ein Holzzaun, der einen heiligen Ort (Opferplatz oder Baumheiligtum) umgab. Steinerne
vedikas können sowohl ebenerdig freistehend als auch erhöht an den Stupa gebunden sein. Bei frühen Stupas bildet die vedika einen äußeren Ring um das Bauwerk, wodurch ein Gang für die rituelle Umschreitung (pradakshina oder parikrama) durch die Pilger entsteht. Diese freistehenden vedikas wurden in den Haupthimmelsrichtungen von vier Toren (toranas) durchbrochen; bei kleineren Stupa reichte oft nur ein Tor. Die dritte Art der vedika ist ein kleiner Steinzaun an der Spitze der Stupahalbkugel (anda), der einen quadratischen Kasten (harmika) zum Schutz des bekrönenden Schirms (chhatra) bildet.
Die mit einer Vielzahl von figürlichen und ornamentalen Reliefs überzogenen vedikas des Stupas Nr. 2 in Sanchi sowie der Stupas von Bharhut und Amaravati (heute in den Archäologischen Museen von Kolkata bzw. Chennai) gehören zu den herausragenden Leistungen indischer Steinmetzkunst.

## Verbreitung
Die vedikas haben sich im Rahmen der frühen buddhistischen Kunst über den ganzen indischen Subkontinent verbreitet. In anderen Ländern Asiens sind sie – jedenfalls in ihrer indischen Form – unbekannt. Auch in die hinduistische oder jainistische Kunst Indiens haben sie – vielleicht wegen ihrer Exklusivität – keinen Eingang gefunden.

## Ursprung und Funktion
Aus Holzgeflecht gefertigte Einzäunungen von Baumheiligtümern dienten wohl ursprünglich als Schutz gegen freilaufende Tiere. Reliefdarstellungen derartiger Baumheiligtümer – allerdings bereits mit steinernen vedikas – haben sich in Bodhgaya und Sanchi erhalten. Über ihre ursprüngliche Funktion hinaus markierten die vedika-Zäune die Grenzen eines heiligen Bezirks gegenüber der Außenwelt.

## Entwicklung

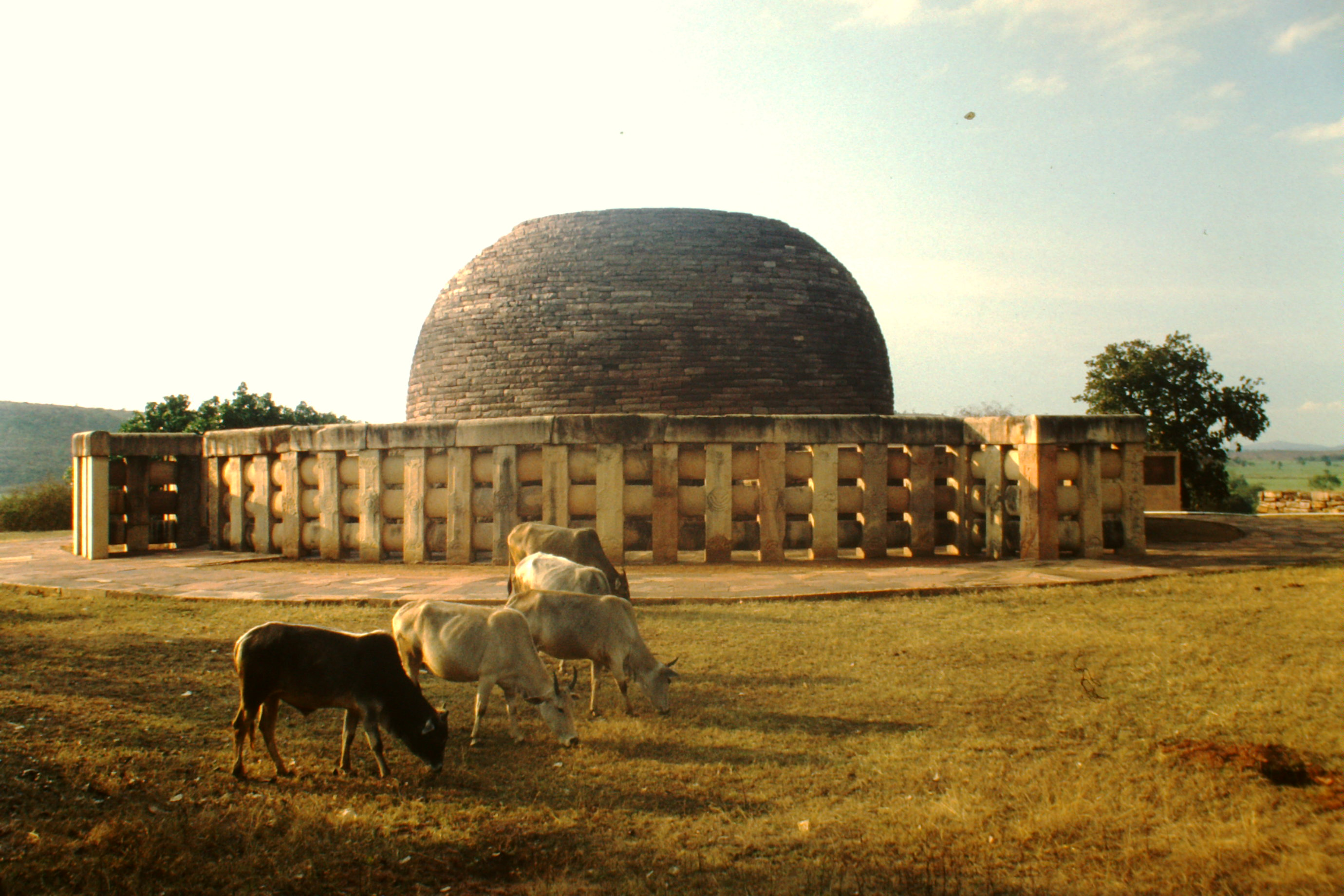
Beim Stupa Nr. 2 von Sanchi sind die abgewinkelten Zugänge in die vedikas integriert.

Etwa ab dem 1. Jahrhundert v. Chr. wurden einige dieser vedikas aus poliertem Stein gefertigt. Sie bestehen in der Regel aus senkrechten Pfeilern (thabhas) mit seitlichen Aussparungen, in welche die steinernen Querbalken eingefügt werden konnten. Auch in den Eingangsbereichen buddhistischer Höhlentempel sind sie manchmal als Mauer- oder Wandreliefs zu sehen (z. B. Mahakali-Höhlen oder Kanheri-Höhlen). Bereits am Großen Stupa von Sanchi, aber auch an vielen Votivstupas und Figurenreliefs finden sich vedikas als Umgangs-, Balkon- oder Fensterbrüstungen, bis sie ganz allmählich im 6./7. Jahrhundert aus der Mode kommen.

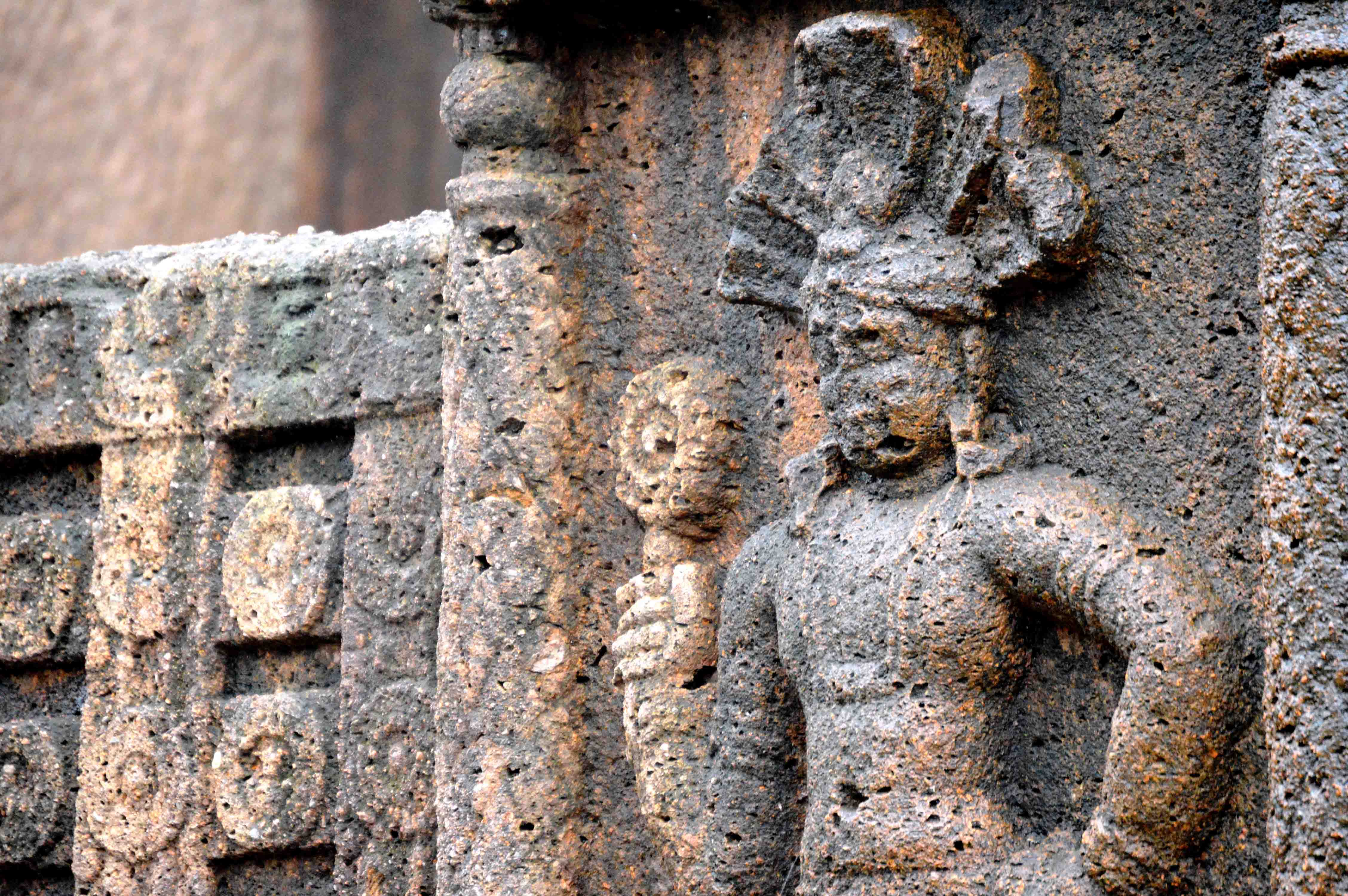
Kanheri, Höhle 2 – Wächter; links davon ein Steinzaun
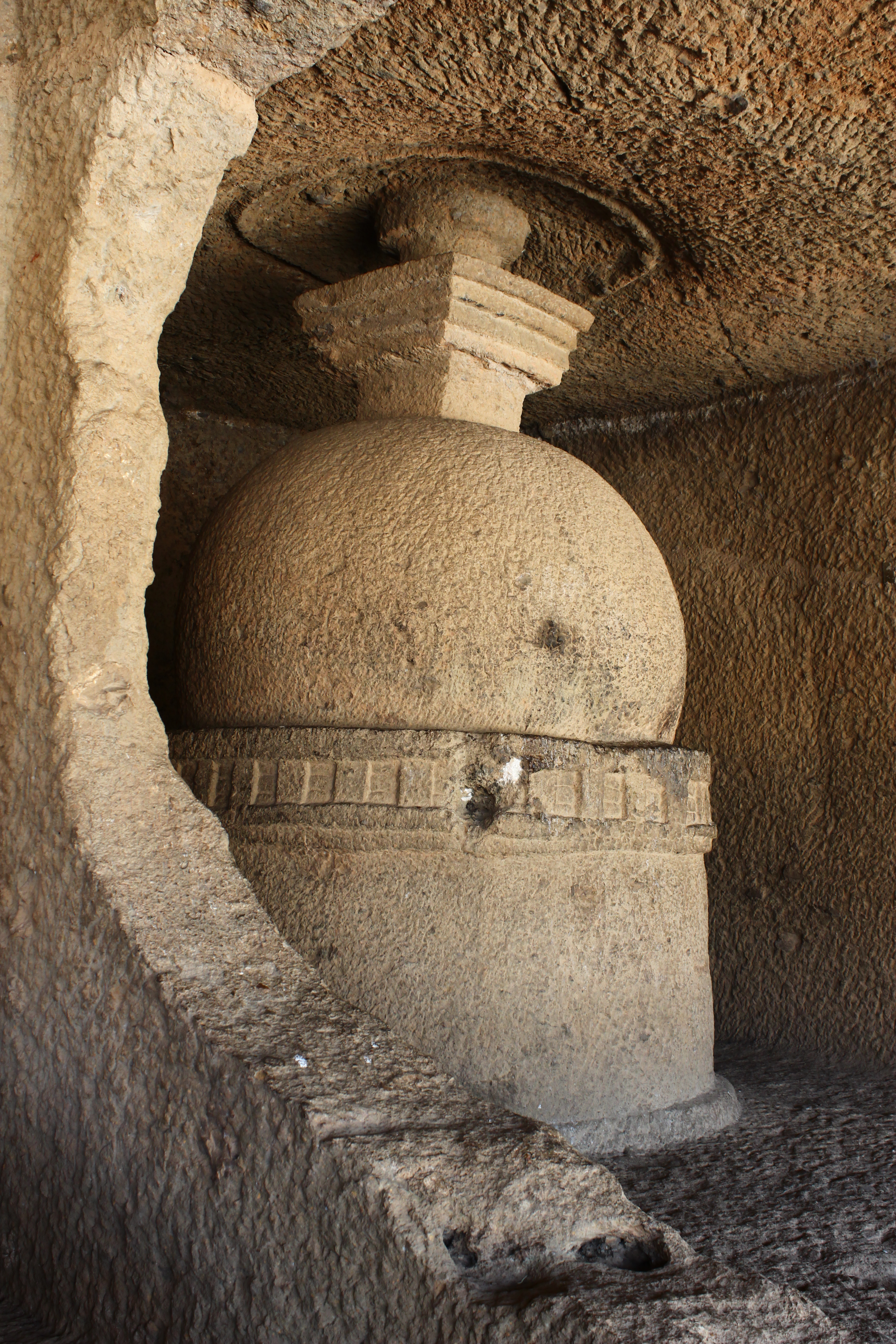
Kanheri, Höhle 3 – Votivstupa mit Brüstungszaun
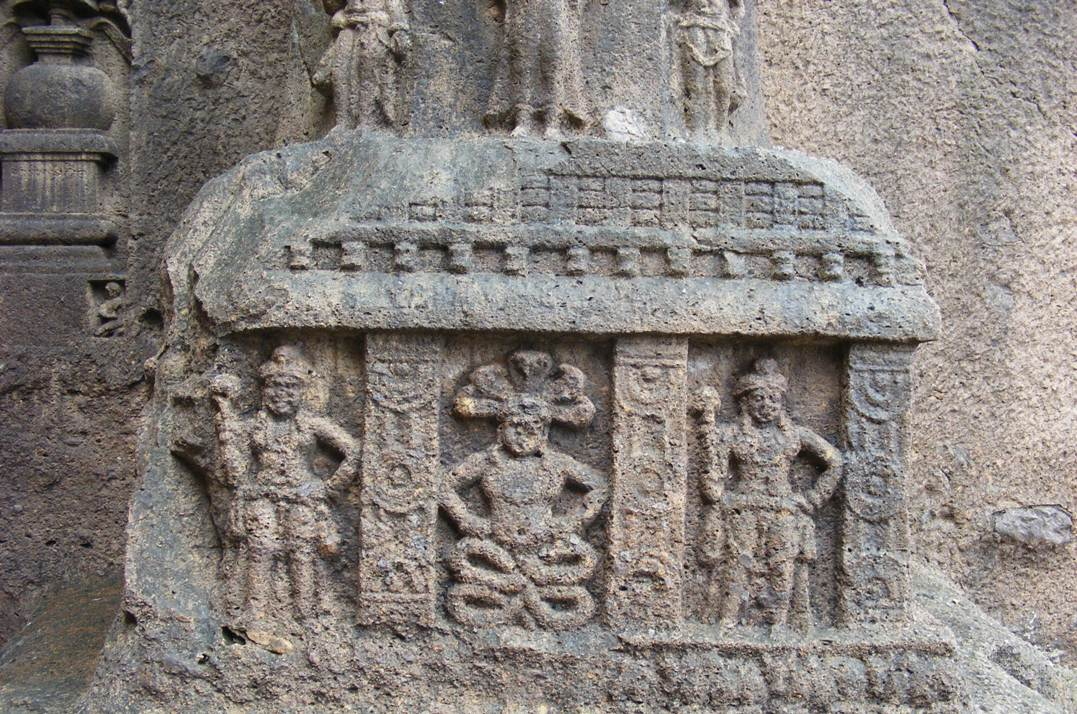
Kanheri, Höhle 2 – Steinzaun-Relief im Dachbereich